# Benjamin Staern
Benjamin John Gunnar Staern, född 6 december 1978 i Göteborg, är en svensk tonsättare.

## Biografi
Staern är uppvuxen i Malmö som son till dirigenten Gunnar Staern och operasångerskan Harriet Staern. Han är också halvbror till framlidna operasångerskan Camilla Stærn. 
I sin ungdom studerade han cello, piano och slagverk och fortsatte med musikvetenskap vid Lunds universitet och komposition vid Musikhögskolan i Malmö åren 1998–2005; där med lärare som Rolf Martinsson, Hans Gefors, Kent Olofsson, Luca Francesconi och Per Mårtensson.

## Synestesi
Från denna punkt har Staern utvecklat en djupt personlig stil där verklistan innehåller orkester och kammarmusik, soloinstrument och elektroakustisk musik. En aspekt av hans verksamhet som tonsättare är hans förmåga att associera toner och klanger med olika färger och nyanser. Detta är en variant av ett fenomen som kallas synestesi, som är grundläggande i hans uppfattning och skapandet av hans musik och som återspeglas i hans klangvärld såväl som i många av hans verktitlar (Yellow Skies, Colour Wandering etc.).

## Festivaler och konserter
Staerns musik har framförts vid festivaler för ny musik som Ung Nordisk Musik, Stockholm New Music, Sirenfestivalen i Göteborg, Nordic Music Days, GAS-festivalen i Göteborg, Båstad kammarmusikfestival, Malmö Chamber Music Festival och Suntory Festival i Tokyo. 
På inbjudan av dirigenten Christian Karlsen var Benjamin Staern 2010-2014 composer-in-residence hos den i Nederländerna baserade New European Ensemble, med av dem uppförda verk som Tranströmersånger och kammarsymfonien Bells and Waves. Den sistnämnda blev tilldelad Svenska musikförläggareföreningens konstmusikpris – kammarmusik 2011 vid föreningens gala på Berns salonger. 
Klarinettkonserten Worried Souls har blivit prisad det stora Christ Johnson-priset av Kungliga Musikaliska Akademien, utdelat på akademiens högtidssammankomst i slutet av november 2012.
Vid Kulturhuvudstadsåret 2014 uruppfördes det synestesi-visualiserande multimediaverket Saiyah på Norrlandsoperan i Umeå, där belysningseffekter av multimedia-konstnären Yoko Seyama interagerade med musiken.
Sommaren 2016 var Staern "Årets tonsättare" vid Båstad kammarmusikfestival och 2018 likaledes vid Njord-festivalen i Köpenhamn. I december 2016 uruppfördes hans första opera, den HC Andersen-sagobaserade Snödrottningen på Malmö Opera med nypremiär 2018.  I mars 2019 uruppfördes hans och librettisten Mira Bartovs kammaropera Hilma, om mötet mellan konstnärinnan Hilma af Klint och Rudolf Steiner, på Moderna museet i Stockholm, följt av föreställningar på bland annat Guggenheim Museum i New York. Staern hade sin första tonsättarweekend på Konserthuset, Stockholm i april 2022 med tretton verk som framfördes inklusive två uruppföranden som visade upp över två decenniers verksamhet. 
Samma år tilldelades Staern Carin Malmlöf-Forsslings pris "för sitt mångsidiga och infallsrika konstnärskap, som rymmer allt från The Threat of War till Pippi lyfter hästen. Staern tvekar inte att ta ut svängarna i sitt komponerande: med virtuost handlag och i ständig framåtrörelse skapar han musik som är både en överraskning och en fröjd för lyssnaren."
Under hösten 2023 och hösten 2024 var han en av de tävlande i SVT:s frågesportprogram Kulturfrågan Kontrapunkt.

## Verk (i urval)
- The Threat of War för symfoniorkester (1999–2000, rev. 2001)
- Muramaris för femton solostråkar (2000)
- Fyra färger för flöjt, klarinett, viola, cello och slagverk (2000/2003)
- The Lonely One för violin solo (2000/2005)
- Colour Wandering för tio brassmusiker (2002)
- Yellow Skies för altflöjt och tape (2003)
- Endast luft och brus för tuba och live-elektronik (2004–05)
- Sacrificio för tuba, live-elektronik och symfoniorkester (2004–05)
- Ballo för naturtrumpet & stråkar (2006)
- Confrontation för trumpet solo och brasskvintett (2006)
- Tvärdrag för dubbel stråkorkester (2007)
- Arpalinea för gitarrsolo (2007)
- Nattens djupa violoncell för alt och kammarensemble till text av Karin Boye ur samlingen "När träden fallnar" (2008)
- Fluxus för orgel (2008)
- Jubilate för symfoniorkester (2009)
- Contrasts in Motion för 4 slagverkare (2010)
- Tranströmersånger för alt och ensemble/piano till dikter ur Sorgegondolen av Tomas Tranströmer (2009–10)
  1. ”April och tystnad”
  2. ”Tre strofer”
  3. ”Intermezzo I (instrumentalt)
  4. ”Tystnad”
  5. ”Intermezzo II (instrumentalt)
  6. ”Landskap med solar”
- Bells and Waves kammarsymfoni för stor ensemble (2010)
- Fem episoder för violin och gitarr (2010)
- Wave-Movements för kammarorkester (2011)
- Worried Souls konsert för klarinett/basklarinett och symfoniorkester (2011)
- Godai; de fem elementen konsert för orkester (2012–13)
- Sånger av bländvit kärlek för alt och orkester till text av Karin Boye (2008/2013)
  1. ”En kärleksförklaring”
  2. ”Kunde jag följa dig”
  3. ”Vårens väntan”
  4. ”Ängslan”
  5. ”Nattens djupa violoncell”
- Saiyah för två solister, ensemble och elektronik samt scenkonst (2012–14)
- Opposing Dance för flöjt och gitarr (2013)
- Symfoni nr 1 Polar Vortex för symfoniorkester (2014)
- Två själar, en tanke, reflektioner för brasskvintett över en tavla av Hans Acates Holmström (2014)
- Komisk monolog för trombon (2014)
- Air-Spiral-Light för gitarrsolo, flöjt, klarinett, slagverk, sampler, violin, viola och cello (2014–16)
- Surprise!, concertino för solo trumpet och liten orkester (2015)
- Pont de la Mer, konsert för horn och orkester (2015)
- Dropwaves, för solo piano (2016).
- Snödrottningen, efter H C Andersens saga Snödrottningen, libretto: Anelia Kadieva Jonsson, familjeopera i en akt med prolog och 13 scener. (2013-16)
- Hilma - an opera about hidden art – kammaropera i en akt och nio tablåer om konstnären Hilma af Klint, libretto: Mira Bartov, för sopran, tenor, flickröst (tape), violin, cello och piano (2018).
- Konnakol Variations. konsertstycke för slagverk solo och blåsare (2019).
- Scherzo assurdo för klarinett och piano (2020).
- Pippi lyfter hästen. anti-pastisch humoresk för symfoniorkester (2020).
- En strimma hav till text av Edith Södergran för unga musiker, kör och symfoniorkester (2020 rev. 22).
- Rainbow: ritornello in six movements för liten blåsorkester (2021).
- Symfoni nr. 2 – Through Purgatory to Paradise för symfoniorkester (2019-22).
- In paradisum (Song for the people of Ukraine) för kör a capella (2022).
- Day and Night för horn och piano (2022).
- Hymnus Aquarius – A hymn to the Baltic Sea för sopransaxofon och stor blåsorkester. (2022-23).

## Priser och utmärkelser
- 2011 – Svenska musikförläggareföreningens konstmusikpris för kammarmusik/mindre ensemble för verket Bells and Waves för stor kammarensemble.
- 2012 – Stora Christ Johnson-priset för verket Worried Souls: konsert för klarinett och orkester.
- 2017 – Svenska musikförläggareföreningens konstmusikpris för kammarmusik/mindre ensemble för verket Air-Spiral-Light: konsert för gitarr, sju instrument och elektronik
- 2022 – Carin Malmlöf-Forsslings pris

Staern har också mottagit stipendier från Kungliga Musikaliska Akademien, Helge Ax:son Johnson, Annik och Lars Leander, Konstnärsnämnden, Rosenborg/Gehrmans kompositionsstudiestipendium och Stim.